# خوسيه إل. دومينغو
خوسيه إل. دومينغو (بالإسبانية: José Luis Domingo)‏ هو محرر إسباني، ولد في 1951 في طرطوشة في إسبانيا.